# Microgonia bararia
Microgonia bararia là một loài bướm đêm trong họ Geometridae.